# Abdoul Wahab Sawadogo
Abdoul Wahab Sawadogo (* 2. Januar 1974 in Boussé, Obervolta, heute Burkina Faso) ist ein Radrennfahrer aus dem westafrikanischen Staat Burkina Faso.

## Karriere
Abdoul Wahab Sawadogo gewann 2004 die Tour du Faso in seinem Heimatland. In der Gesamtwertung der UCI Africa Tour 2006 belegte er am Ende den dritten Platz, hinter seinem Landsmann, dem Sieger Jérémie Ouédraogo. Dadurch bekam Burkina Faso drei Startplätze für die Straßen-Radweltmeisterschaft in Salzburg. Im Straßenrennen mussten die drei Fahrer aber schon nach wenigen Runden aufgeben, da sie dem hohen Tempo nicht standhalten konnten.
Sawadogo fuhr zunächst für den Espérance Club Ouagadougou, danach für den Klub Fadoul in Abidjan (Elfenbeinküste), wechselte später für drei Jahre zu AS Kavel Koumassi und im Februar 2004 zum Verein AS ONATEL Ouagadougou.

## Erfolge
2004
- Burkinischer Meister – Straßenrennen
- Gesamtwertung Tour du Faso

2006
- Sprintwertung Tour du Faso

2007
- zwei Etappen Boucle du Coton

2008
- eine Etappe Tour du Cameroun
- zwei Etappen Boucle du Coton
- Burkinischer Meister – Straßenrennen
- eine Etappe Tour du Sénégal

2010
- Burkinischer Meister – Straßenrennen

2011
- Burkinischer Meister – Straßenrennen